# Reprezentacja Szwecji w koszykówce kobiet
Reprezentacja Szwecji w koszykówce kobiet - drużyna, która reprezentuje Szwecję w koszykówce kobiet. Za jej funkcjonowanie odpowiedzialny jest Szwedzki Związek Koszykówki.